# Calcio Caldiero Terme
Calcio Caldiero Terme, zkráceně jen Caldiero je italský fotbalový klub hrající v sezóně 2024/25 ve 3. italské fotbalové lize sídlící ve městě Caldiero v regionu Benátsko.

## Změny názvu klubu
- 1934/35 – 1961/62 − Libertas Caldiero (Libertas Caldiero)
- 1962/63 – 2003/04 − GS Caldiero (Gruppo Sportivo Caldiero)
- 2004/05 – 2021/22 − ASD Calcio Caldiero Term (Associazione Sportiva Dilettantistica Calcio Caldiero Term)
- 2022/23 − 2023/24 – Calcio Caldiero Terme SSD (Calcio Caldiero Terme Società Sportiva Dilettantistica)
- 2024/25 – Calcio Caldiero Terme (Calcio Caldiero Terme)

## Získané trofeje

### Vyhrané domácí soutěže
- 4. italská liga (1×)

2023/24

## Účast v ligách
| Úroveň soutěže | Název soutěže (nynější název) | První hraná sezona | Poslední hraná sezona | celkem odehraných sezon |
| -------------- | ----------------------------- | ------------------ | --------------------- | ----------------------- |
| 3              | Serie C                       | 2024/25            | 2024/25               | 1                       |
| 4              | Serie D                       | 2019/20            | 2023/24               | 5                       |
| 5              | Eccellenza                    | 2010/11            | 2018/19               | 6                       |